# Aeródromo Los Lirios
El Aeródromo Los Lirios (OACI: SCKI) es un terminal aéreo localizado a 9 kilómetros al norte de la ciudad de Curicó, Provincia de Curicó, Región del Maule, Chile. Es de propiedad privada.